# كين سميث (سياسي)
كين سميث (بالإنجليزية: Ken Smyth)‏ هو سياسي أسترالي، ولد في 4 أكتوبر 1948 في أستراليا. حزبياً، نشط في حزب العمال الأسترالي. وقد انتخب عضو المجلس التشريعي ولاية كوينزلاند.